# Dimitrios Papadopoulos
Dimitrios Papadopoulos (grčki: Δημήτρης Παπαδόπουλος) (Gagarin, Uzbekistan, 20. listopada 1981.) bivši je grčki nogometaš. Igrao je na poziciji napadača.
Papadopoulos je u Panathinaikosu je odigrao 125 utakmica i postigao 58 golova. Za reprezentaciju Grčke prvi put je nastupio još 2002. godine, a najbolju sezonu odigrao je baš kad su Grci bili prvaci Europe, 2004. godine kad je postigao 18 golova. Prošle godina nije briljirao, igrao je za Lecce, ispao iz lige i u 14 utakmica zabio samo jedan pogodak.
Papadopoulos je grčki reprezentativac. Za Dinamo Zagreb potpisao je 26. lipnja 2009. trogodišnji ugovor, a zarađivao je 650.000 eura godišnje.